# 福克F.III
福克F.III（荷蘭語：Fokker F.III）是一款由荷蘭福克飛行器公司研發的高單翼飛機，載客量為5人。此飛機在德國以福克-格鲁利希F.III（Fokker-Grulich F.III.）的名義生產。

## 歷史
福克F.III是福克F.II的衍生型號，但擴寬了機艙，載客量達至5人。與福克F.II不同的是，駕駛席旁的乘客座位被移去，此外機師的窗外視野得以擴大。首架福克F.III在1920年11月20日試飛，1921年4月14日投入服務，由荷蘭皇家航空營運在重開的阿姆斯特丹－倫敦航線，及後延伸至不萊梅、漢堡、布魯塞爾和巴黎航線。雖然當時仍未有「啟始客戶」（launch customer）這名詞，但荷蘭皇家航空稱動上是F.III的啟動客戶，分三次共訂購了14架，並自行生產了2架F.III。

## 性能
参考资料：de Leeuw
基本信息
- 机组：1
- 容量：5人

性能